# 핀치 (물리학)
핀치(pinch)에 대해 설명한다.

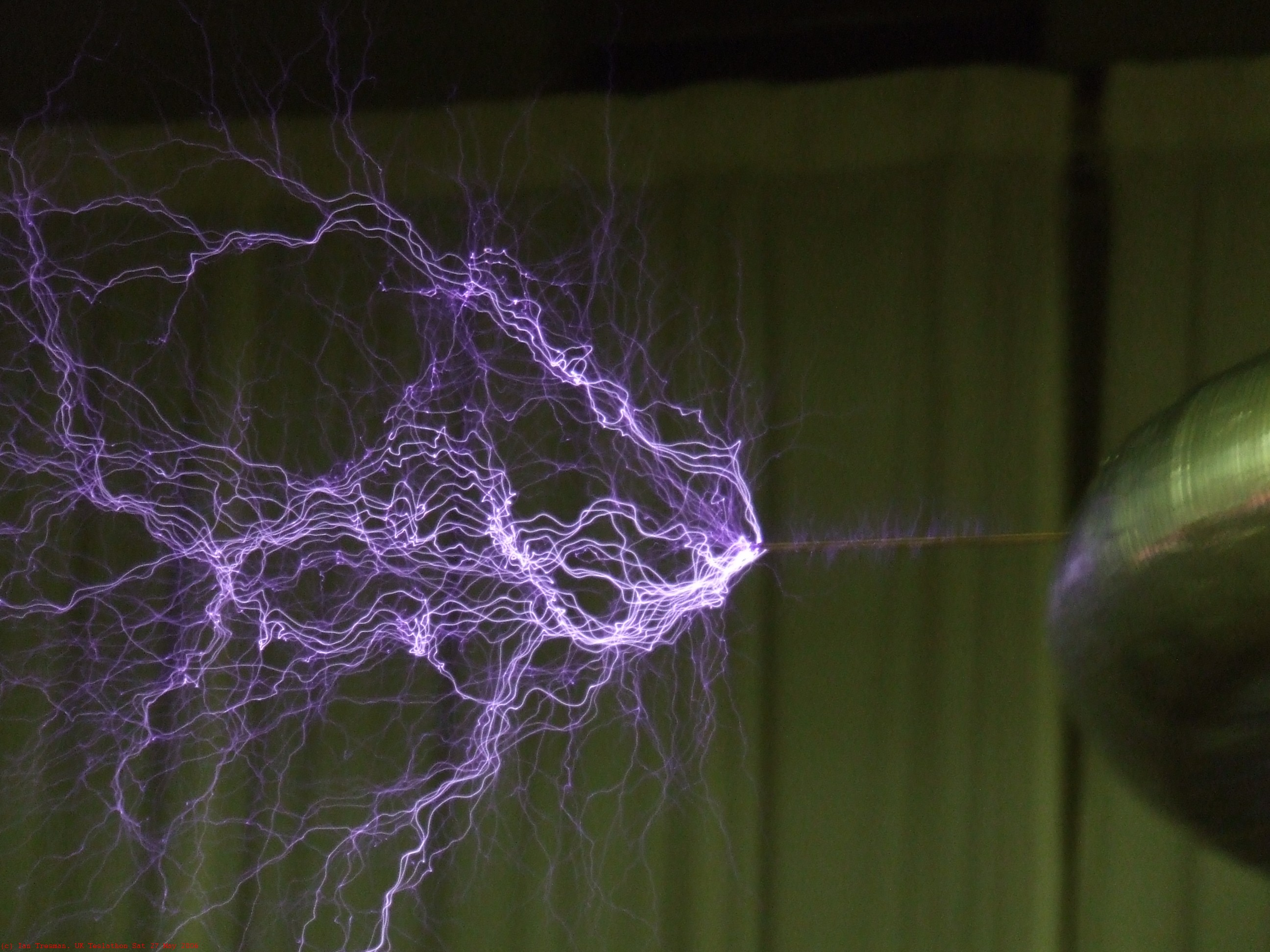

전자가 나선형 모양으로 되고 싱크로트론 방사를 방출하는 원인이 되는 자기장으로 라디오파, 가시광선, 엑스선과 감마선을 포함한다.
핀치 효과란 폭풍우가 칠 때 속이 빈 피뢰침을 통하여 전류가 많이 흐르면 속이 빈 피뢰침이 영구적으로 찌그러지는 것과 같이 기체 중을 흐르는 전류가 동일 방향의 평행 전류간에 작용하는 흡인력에 의해 중심을 향해서 수축하려는 성질을 말한다. 전류가 충분히 크다면 자기장에 의한 힘은 플라즈마를 수축시켜 용기 내부에 플라즈마를 봉할 수 있다.

## 같이 보기
- 핵융합 발전